# Ivlia (bateau)
Ivlia est la réplique d’une galère antique grecque à deux rangs appelée dière. Cette reproduction est un exemple d'archéologie expérimentale.
De 1989 à 1994, l'Ivlia a effectué six expéditions maritimes sur les traces des navigateurs antiques.

## Historique

### Construction de la Galère
La galère a été construite en 1989 par le chantier naval militaire No 1 situé à Sotchi, sous la direction du contremaitre naval Damir Shkhalakhov avec la participation active des futurs membres de l’équipage. 
Ce projet a été réalisé par Melnik Igor, Agbunov Mikhail, Goncharuk Pavel, fondateurs du bureau de recherche antique de la Mer Noire dénommé Pontus Euxinus, avec le soutien actif du commandant en chef de la marine soviétique militaire l’amiral Vladimir Tchernavin. 

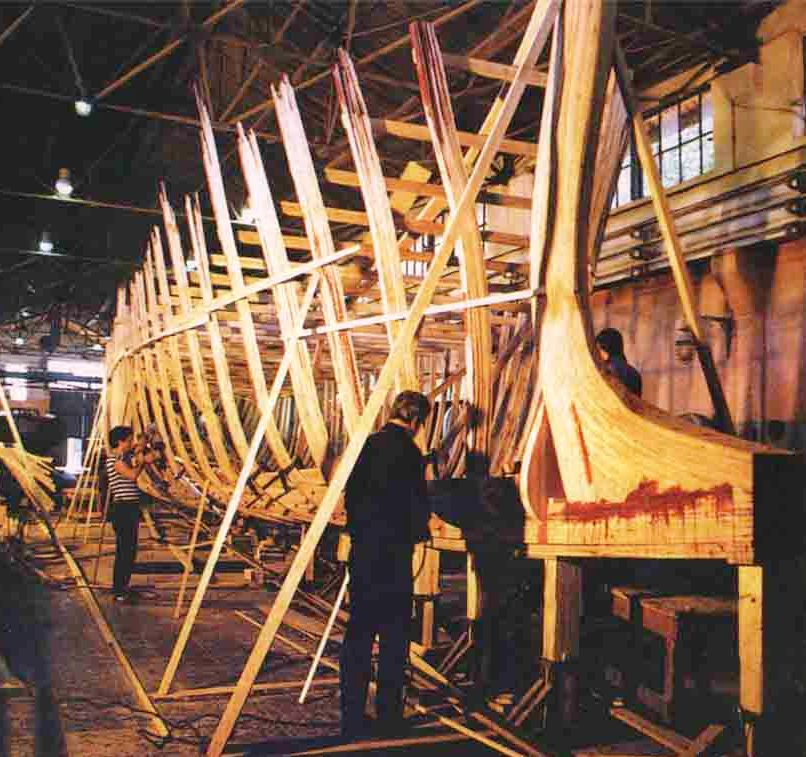
Construction du Ivlia.

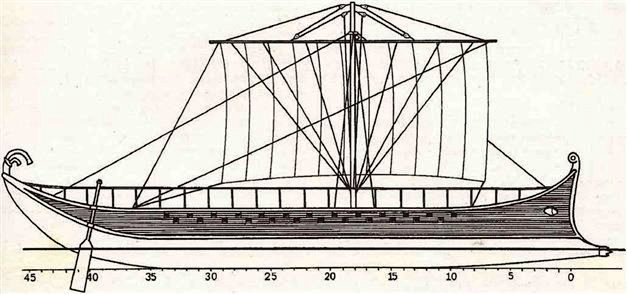

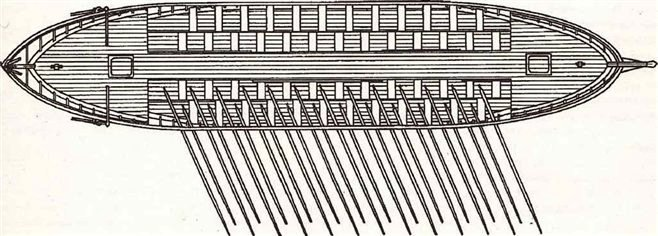

Le projet technique a été élaboré par les spécialistes de l'Université de construction navale. En se référant à tous les documents historiques, les bas-reliefs, les archives écrites et archéologiques, les chercheurs du Musée archéologique d’Odessa ont proposé de construire une dière comme étant le type de bateau le plus utilisé dans la Mer Noire, dans les temps antiquité.

### Periple de L'Expedition
Partant du port d’Odessa et en prenant pour référence les routes maritimes ancestrales utilisées en Mer Noire, en Mer Méditerranée  et dans l’Océan Atlantique, la galère Ivlia a parcouru plus de 3 000 milles nautiques en 6 ans (dont 500 à la rame, 1000 à la voile et le reste en remorquage), visité plus de 50 ports européens et terminé son parcours en remontant la Seine jusqu’à Paris. Cette arrivée a donné lieu à une réception offerte, à bord de la galère, par Jacques Chirac, alors maire de Paris et futur président de la République Française.
Les expéditions étaient couvertes par les médias et la presse, notamment le Club des TV voyageurs (Russie), La Stampa, Rai Uno (Italy), Thalassa France3, TF1, Le Monde, Libération, Le Télégramme, Le Marin, Le Chasse-Marée. Plus d’une centaine d’articles ont été publiés sur cette aventure. La galère a reçu la visite de milliers de touristes et de nombreuses délégations officielles. L'Ivlia a participé à Brest 92, et à plusieurs rassemblements nautiques dont : Columbo 92 (Gênes), Cancale 93, Vieux gréements 94 et assuré l’ouverture du salon nautique Le Grand Pavois à La Rochelle. En six ans, plus de 200 personnes de nationalités différentes sont devenues membres d'équipage : Russes, Ukrainiens, Allemands, Grecs, Français, Géorgiens. Le navire sera démolie a la Rochelle .

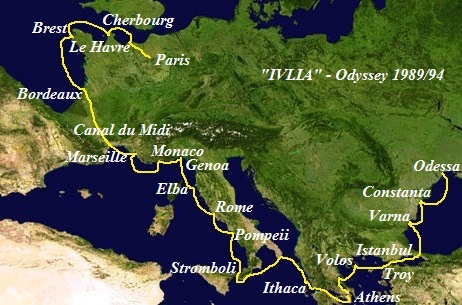
Parcours de l’ensemble des expéditions.

## Galerie

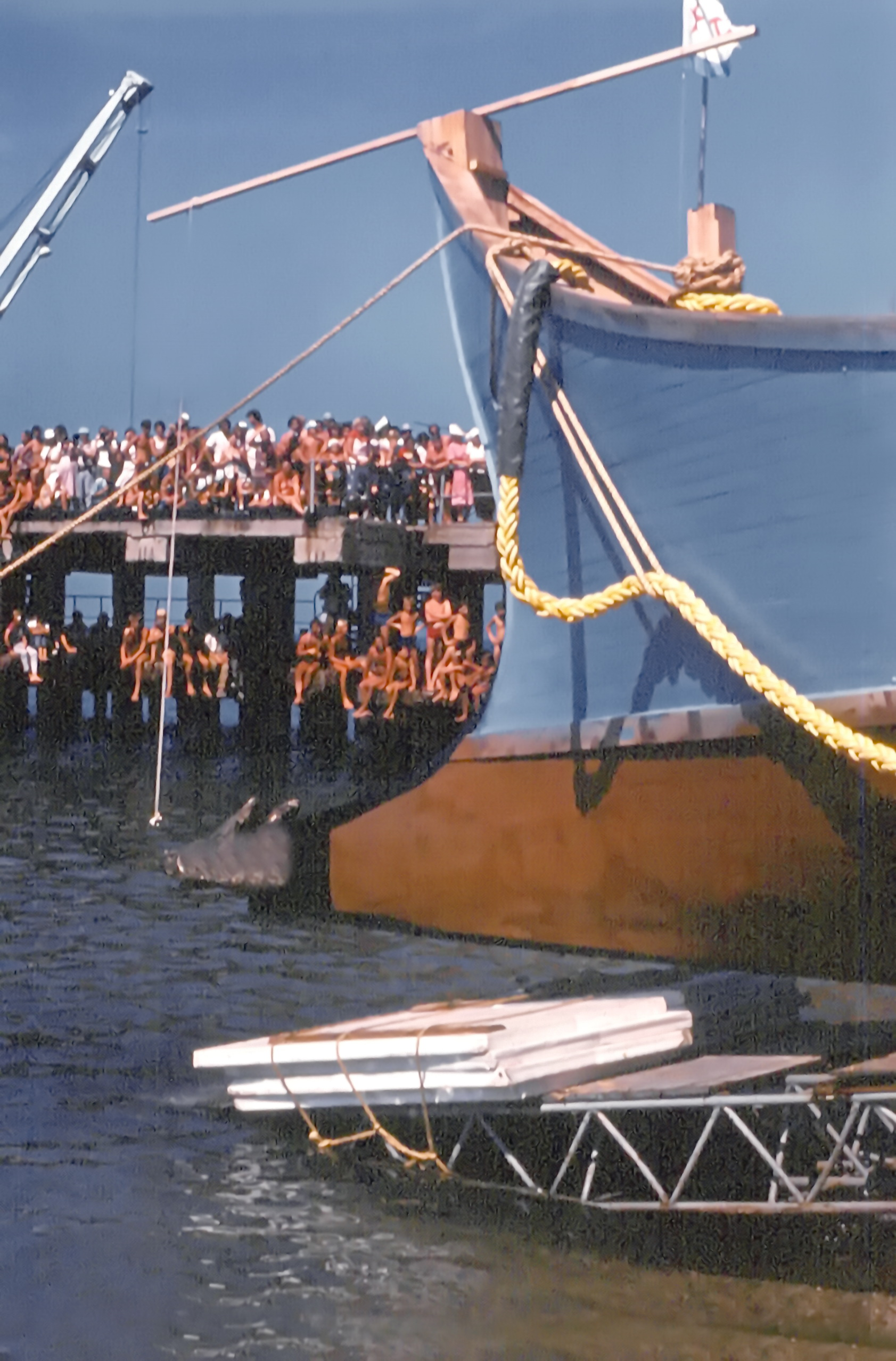
Lancement du bireme Ivlia.
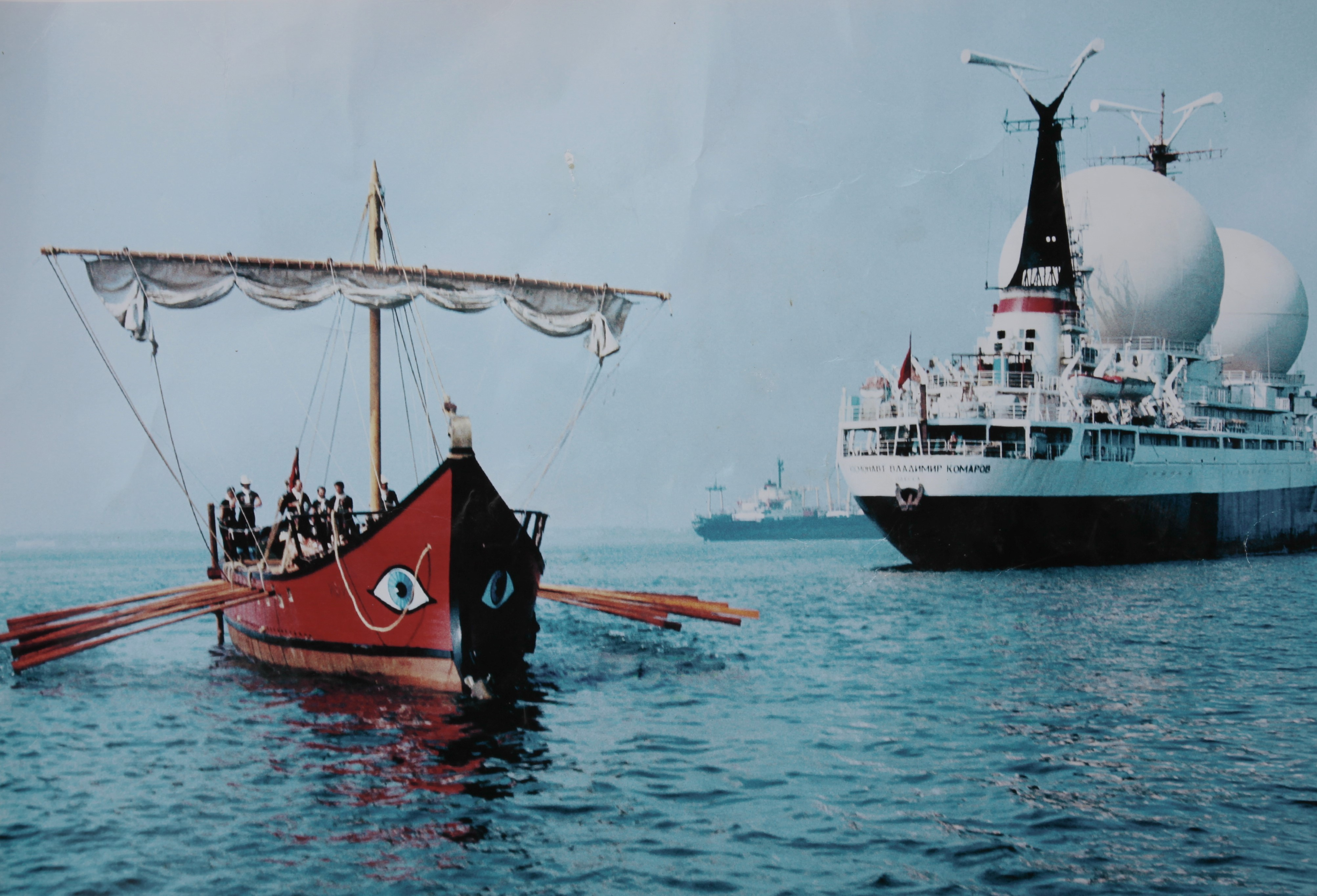
L'Ivlia et le navire de recherche Kosmonavt Vladimir Komarov.
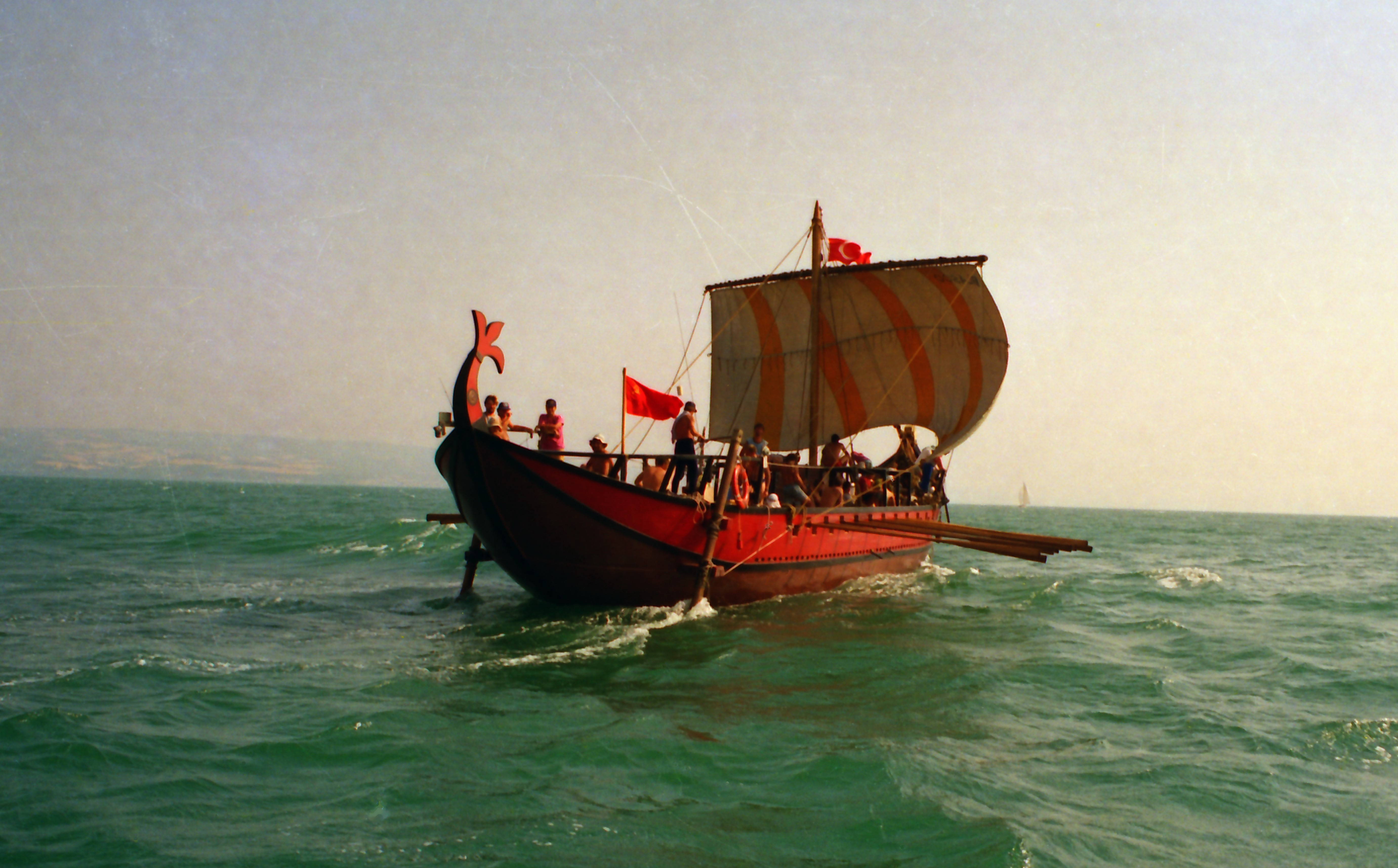
Dardanelles.
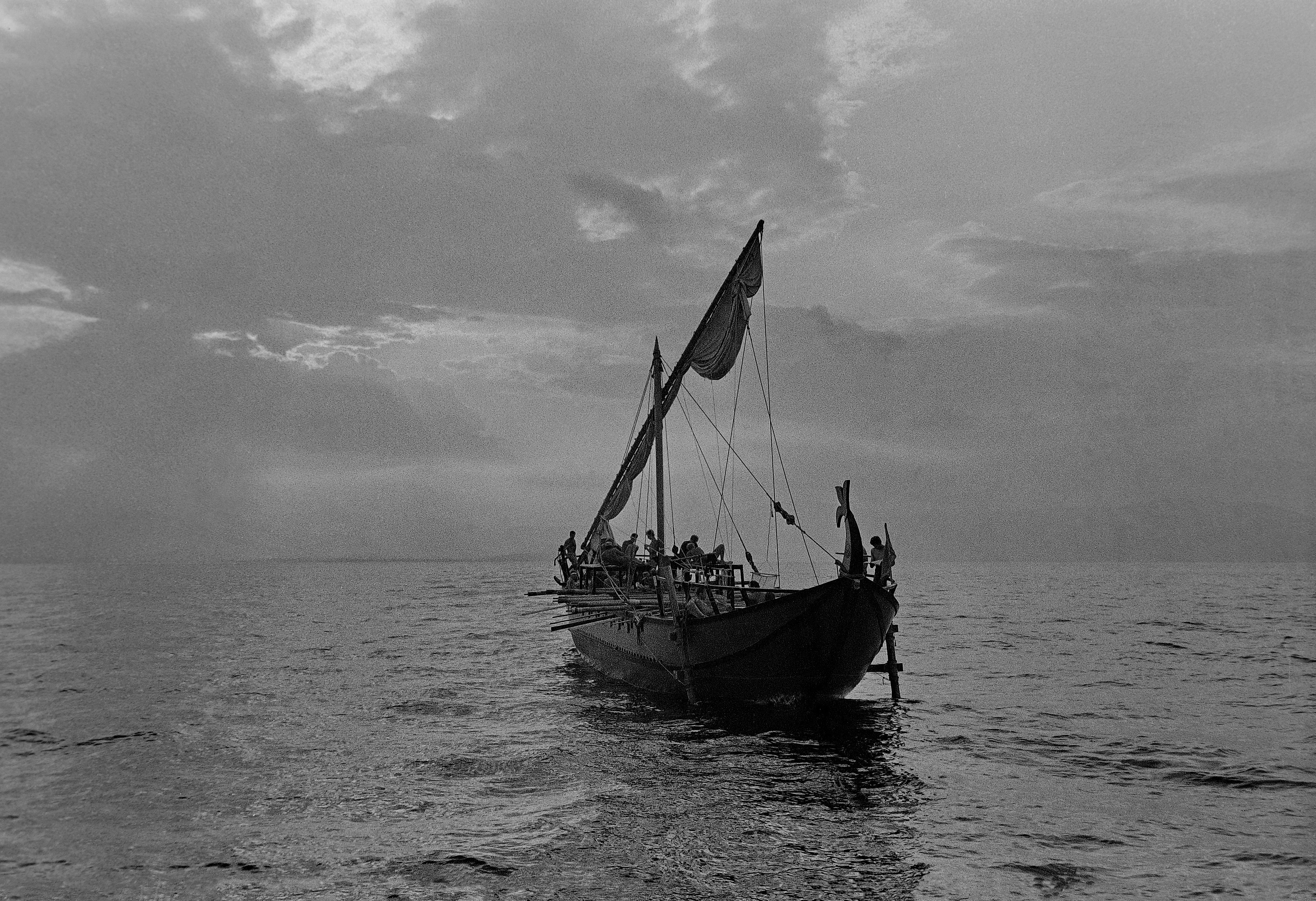
Golfe de Naples.
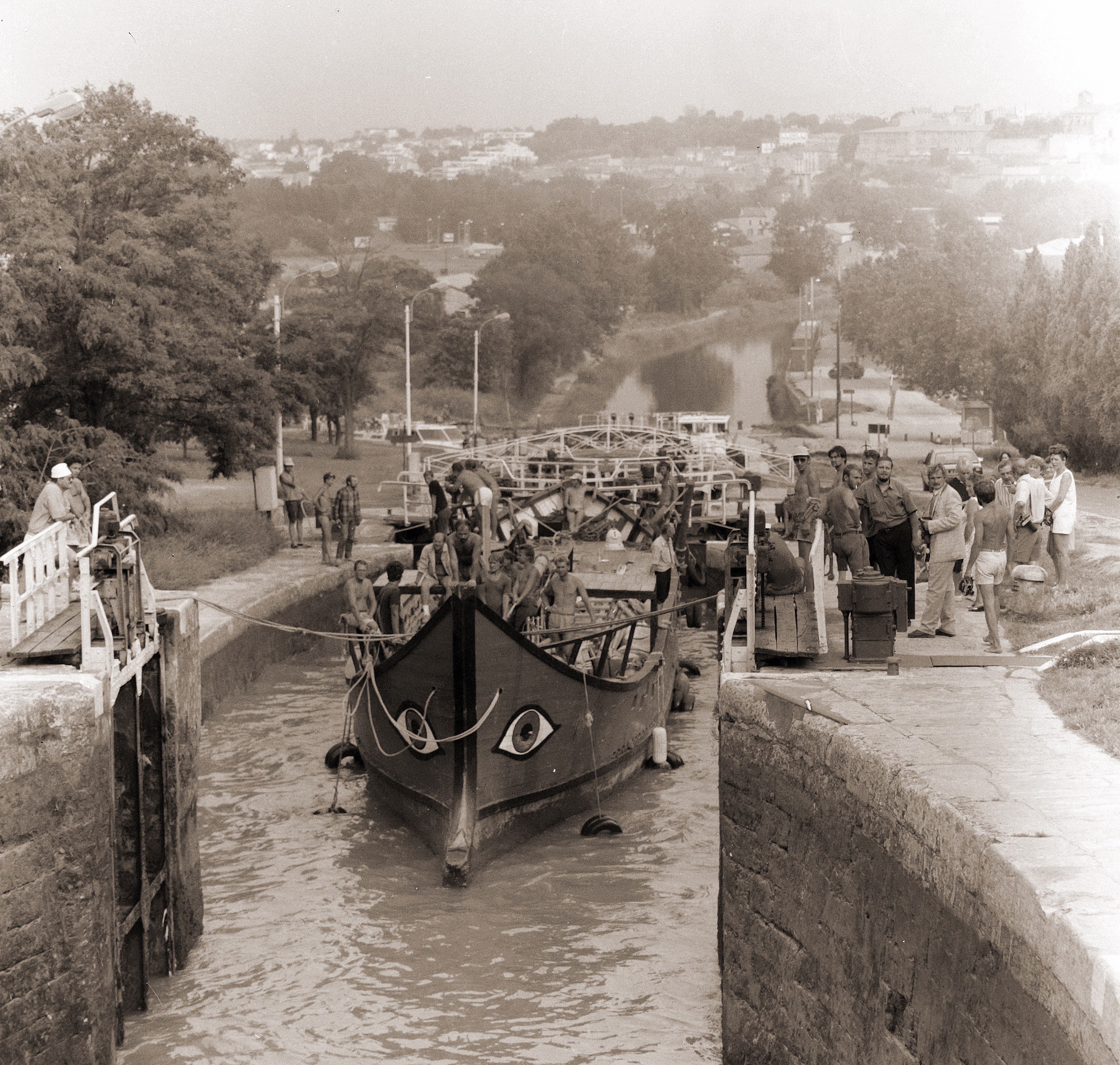
L'Ivlia à la sortie d'écluses.
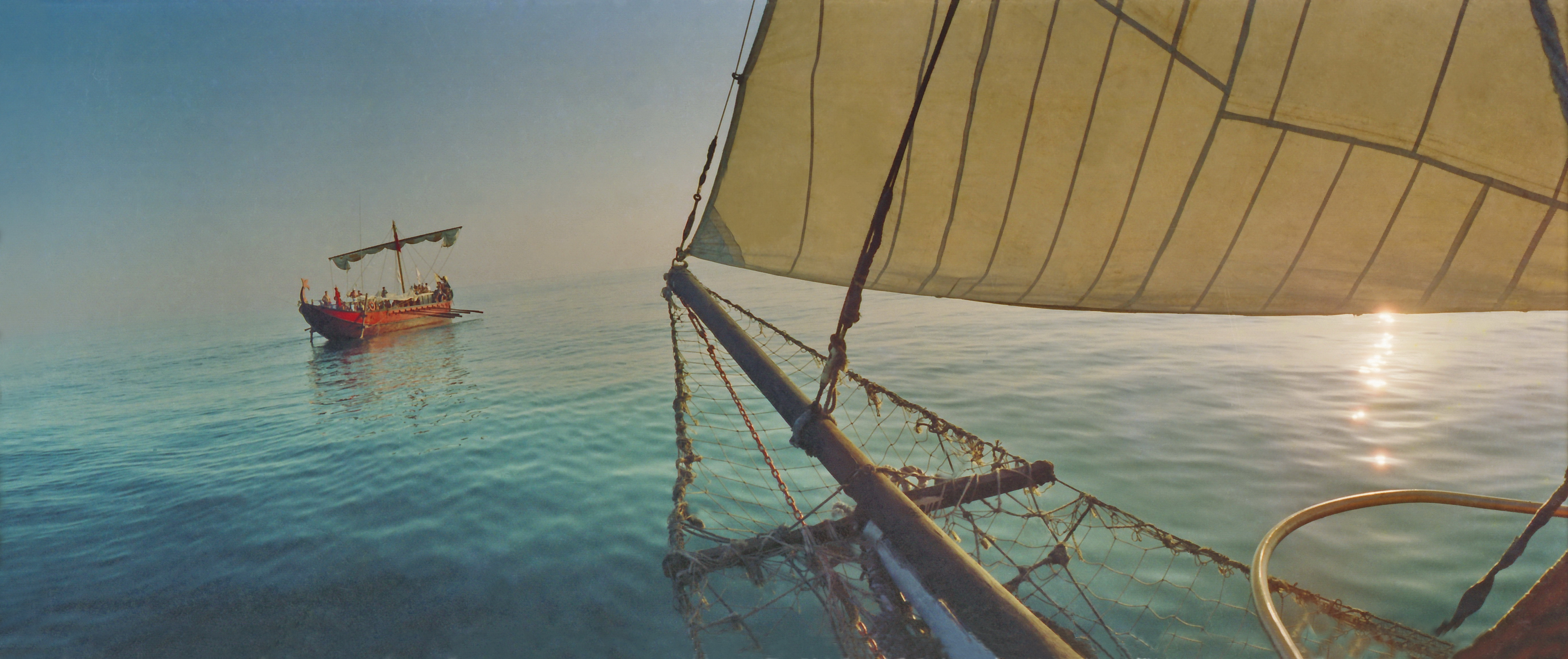
L'Ivlia et le yacht Yuri Gagarin.
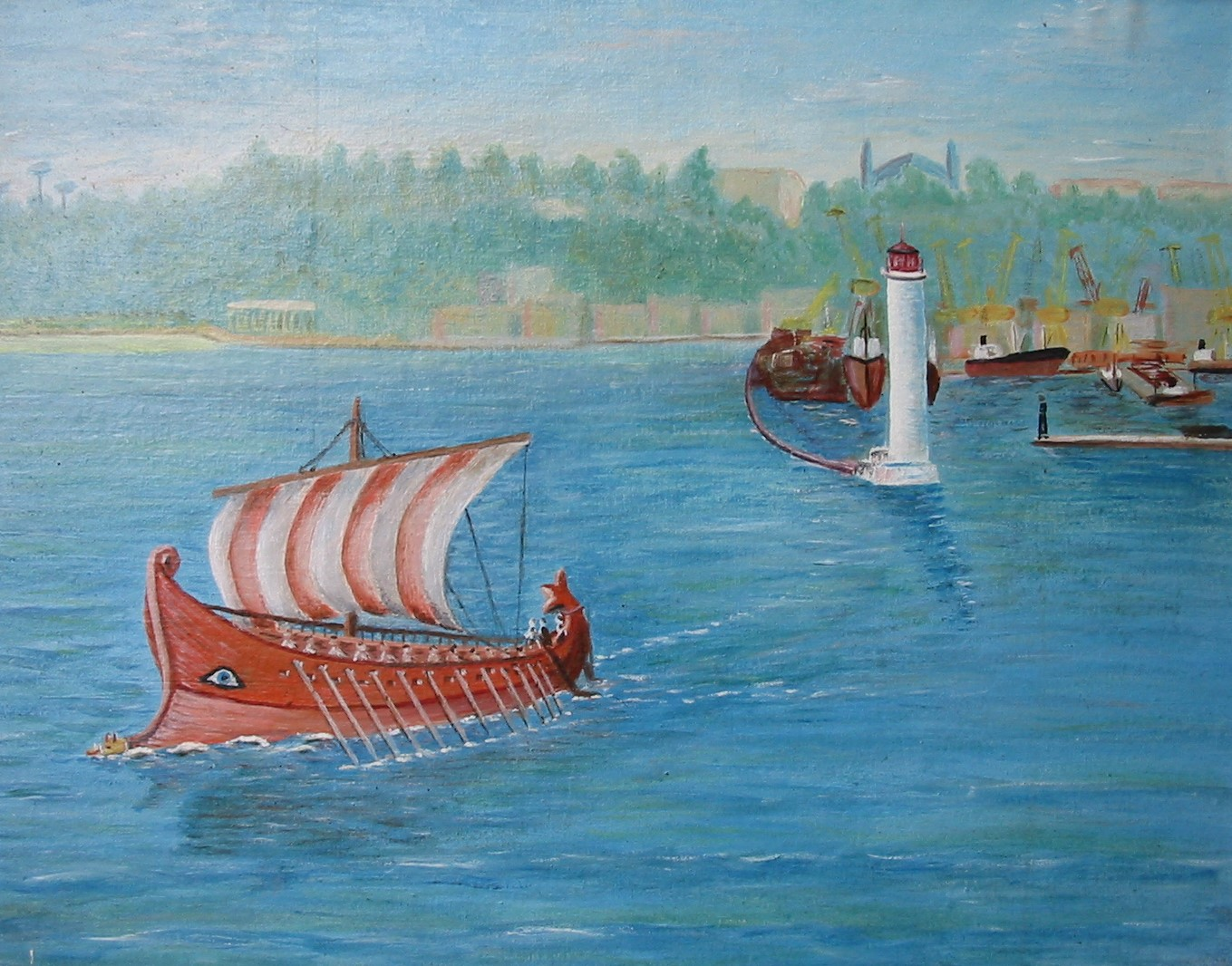
L'Ivlia quitte le port d'Odessa.
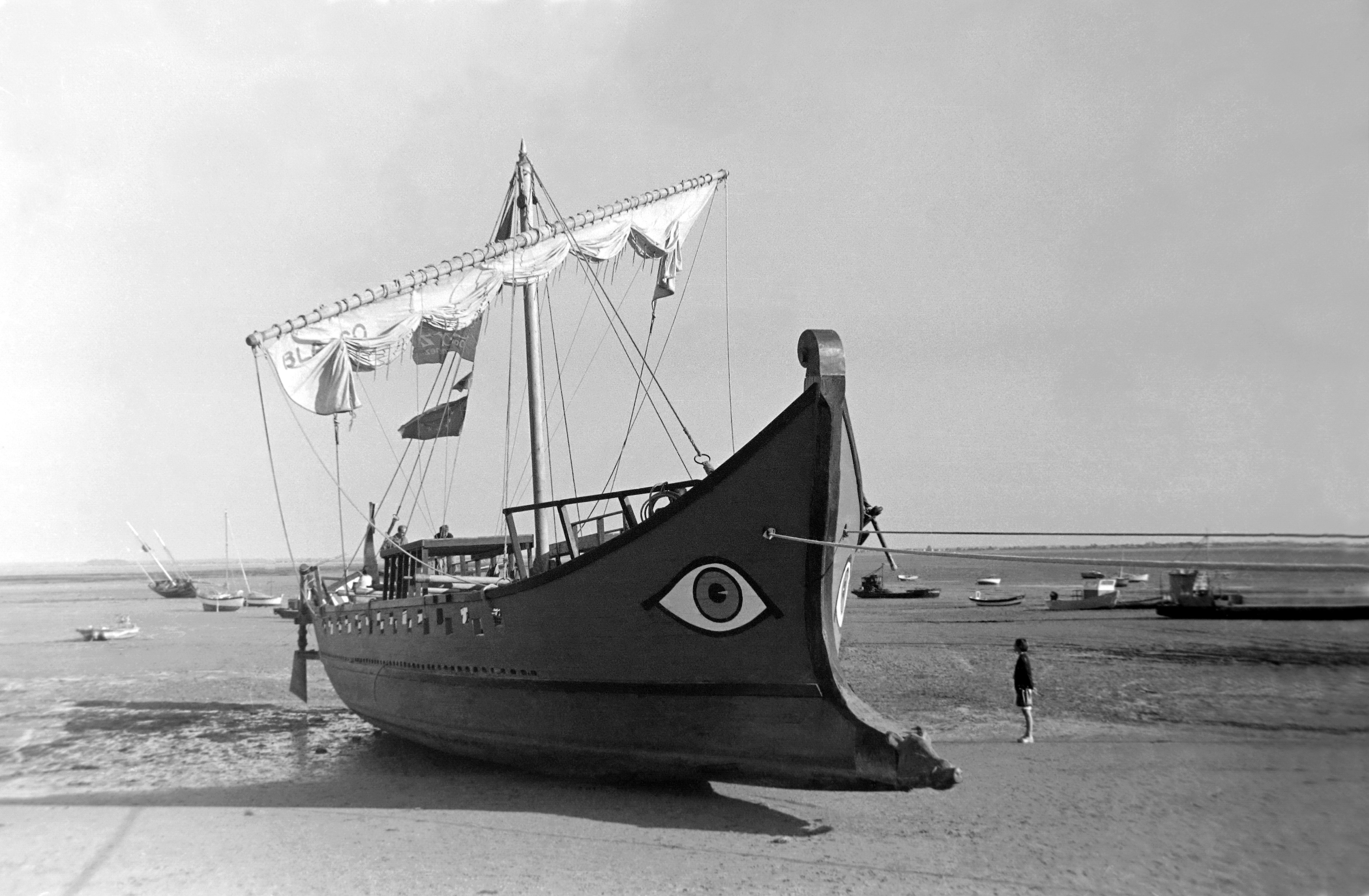
Cancale, 1993.
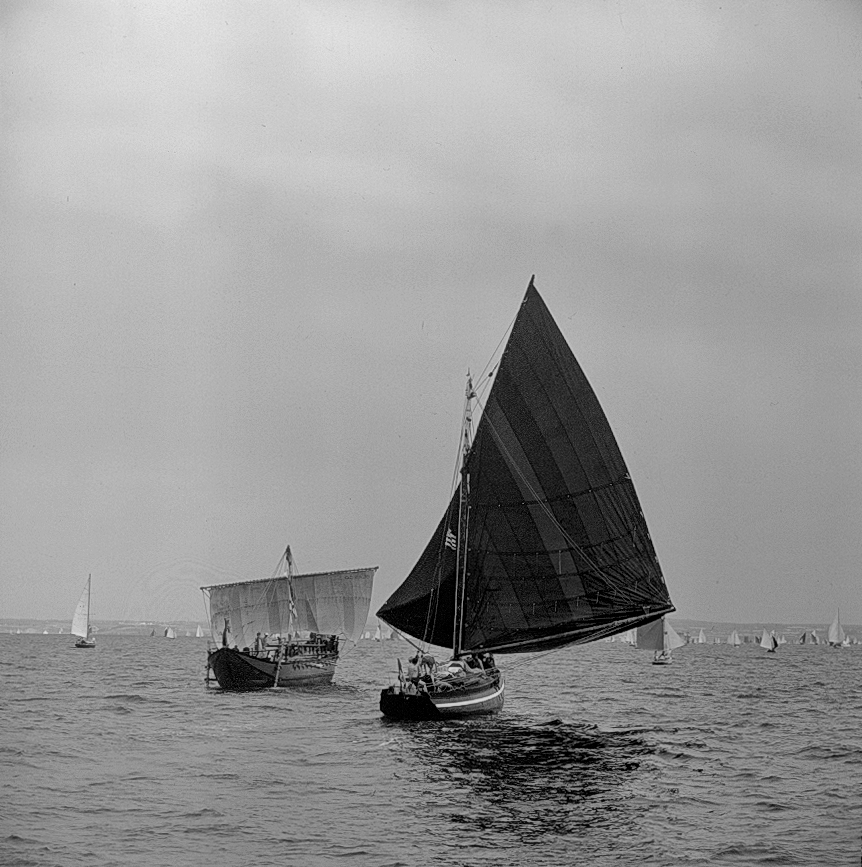
Fêtes maritimes de Brest'92 ; défilé des participants.
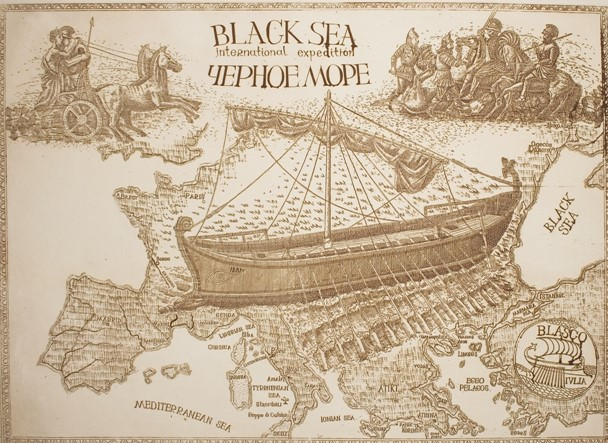
La Gravure - Expédition "Mer Noire", auteur Vladimir Bakhtov, 1989.
Douarnenez.
L'Ivlia sur la Côte d’Azur.
L'Ivlia sur le Canal du Midi.
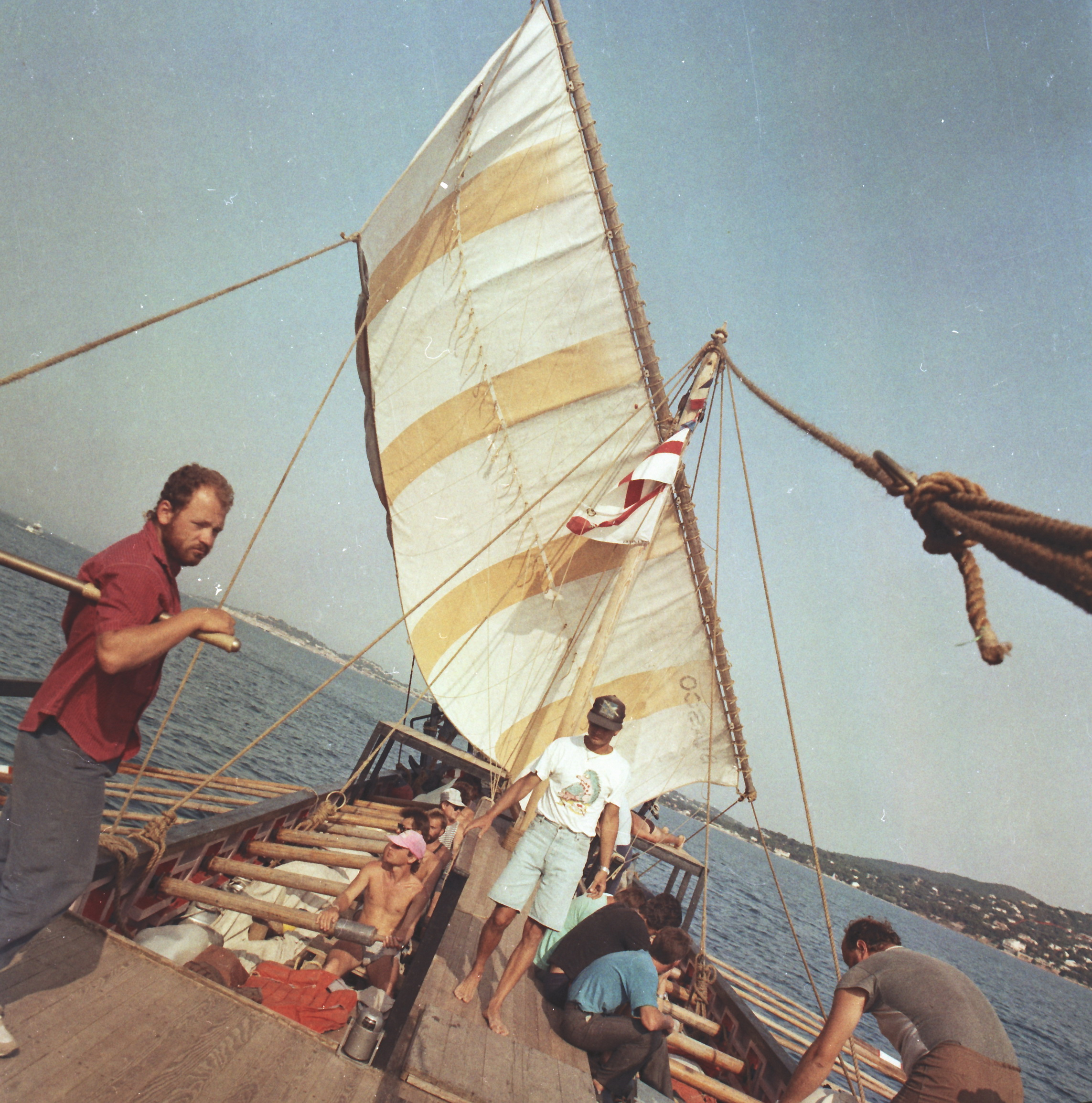
Le Second Evgueny Poddubniy.
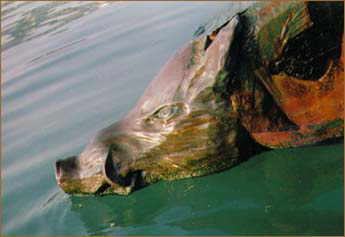
L'éperon en bronze en forme de tête de sanglier.